# Подстиње
Подстиње је насељено место у Босни и Херцеговини у општини Травник. Административно припада Федерацији Босне и Херцеговине, односно њеном Средњобосанском кантону. Према попису становништва из 2013. у насељу је било 648 становника, а већинску популацију чинили су Бошњаци.

## Становништво
По последњем службеном попису становништва из 2013. године у овом насељу живело је 648 становника, а село је било етнички хомогено са већинском бошњачком популацијом.
| Националност | 2013. | 1991.        | 1981.        | 1971.        |
| Бошњаци      | —     | 602 (83,38%) | 333 (60,33%) | 0            |
| Хрвати       | —     | 97 (13,43%)  | 182 (32,97%) | 106 (99,07%) |
| Срби         | —     | 13 (1,80%)   | 19 (3,44%)   | 0            |
| Југословени  | —     | 4 (0,55%)    | 18 (3,26%)   | 0            |
| остали       | —     | 6 (0,83%)    | 0            | 1 (0,93%)    |
| Укупно       | 648   | 722          | 552          | 107          |